# Skatnävor
Skatnävor (Erodium) är ett släkte av näveväxter. Skatnävor ingår i familjen näveväxter.

## Dottertaxa till Skatnävor, i alfabetisk ordning[1]
- Erodium absinthoides
- Erodium acaule
- Erodium adenophorum
- Erodium aethiopicum
- Erodium aguilellae
- Erodium alnifolium
- Erodium alpinum
- Erodium angustilobum
- Erodium arborescens
- Erodium asplenioides
- Erodium astragaloides
- Erodium atlanticum
- Erodium aureum
- Erodium aytacii
- Erodium battandieranum
- Erodium beketowii
- Erodium boissieri
- Erodium bolosii
- Erodium botrys
- Erodium brachycarpum
- Erodium brevifolium
- Erodium carolinianum
- Erodium carvifolium
- Erodium cazorlanum
- Erodium cedrorum
- Erodium chevallieri
- Erodium chium
- Erodium chrysanthum
- Erodium ciconium
- Erodium cicutarium
- Erodium corsicum
- Erodium crassifolium
- Erodium crinitum
- Erodium crispum
- Erodium cygnorum
- Erodium cyrenaicum
- Erodium danicum
- Erodium daucoides
- Erodium dimorphum
- Erodium elatum
- Erodium foetidum
- Erodium gaillardotii
- Erodium garamantum
- Erodium geoides
- Erodium glandulosum
- Erodium glaucophyllum
- Erodium gruinum
- Erodium guicciardii
- Erodium guttatum
- Erodium hakkiaricum
- Erodium hartvigianum
- Erodium hendrikii
- Erodium heterosepalum
- Erodium hoefftianum
- Erodium iranicum
- Erodium jahandiezianum
- Erodium janszii
- Erodium keithii
- Erodium laciniatum
- Erodium latifolium
- Erodium lebelii
- Erodium litvinowii
- Erodium lucidum
- Erodium macrocalyx
- Erodium macrophyllum
- Erodium malacoides
- Erodium manescavii
- Erodium maritimum
- Erodium moranense
- Erodium moschatum
- Erodium mouretii
- Erodium munbyanum
- Erodium nanum
- Erodium nervulosum
- Erodium neuradifolium
- Erodium oreophilum
- Erodium oxyrrhynchum
- Erodium pelargoniiflorum
- Erodium populifolium
- Erodium primulaceum
- Erodium pulverulentum
- Erodium recoderi
- Erodium reichardii
- Erodium rodiei
- Erodium rupestre
- Erodium rupicola
- Erodium ruthenicum
- Erodium salzmannii
- Erodium sanguis-christi
- Erodium sebaceum
- Erodium sibthorpianum
- Erodium stellatum
- Erodium stephanianum
- Erodium stephenianum
- Erodium stipaceum
- Erodium sublyratum
- Erodium tataricum
- Erodium texanum
- Erodium tibetanum
- Erodium tordylioides
- Erodium toussidanum
- Erodium trichomanifolium
- Erodium trifolium
- Erodium turcmenum
- Erodium valentinum
- Erodium violifolium